# Cúria Metropolitana de Porto Alegre

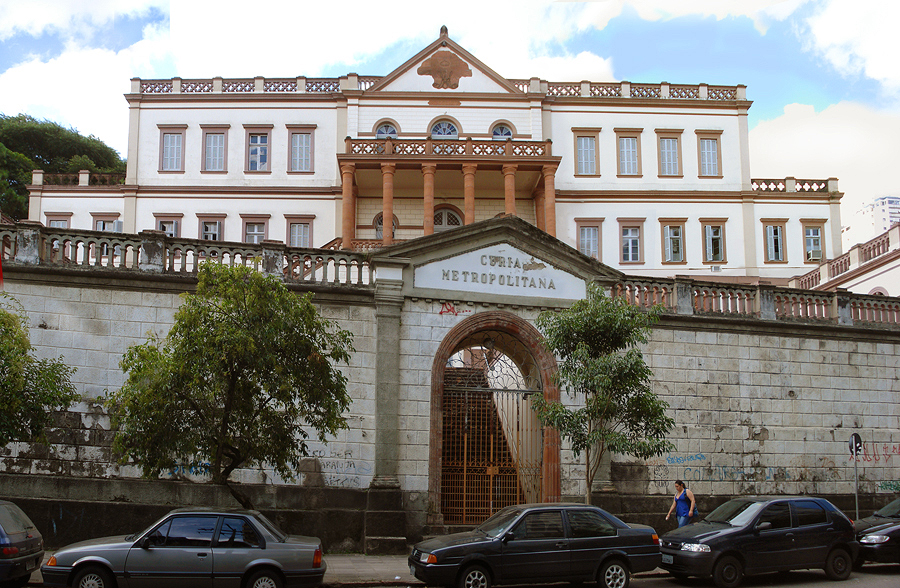
Prédio da Cúria Metropolitana

A Cúria Metropolitana é a sede administrativa da Arquidiocese de Porto Alegre, que foi criada em 15 de agosto de 1910 pela bula Praedecessorum Nostrorum de Pio X. Está instalada em um importante prédio histórico da capital gaúcha, situado na rua do Espírito Santo 95, no centro da cidade. Em 1977 foi incluído pela Prefeitura no Inventário dos Bens Imóveis de Valor Histórico e Cultural e de Expressiva Tradição.

## Estrutura da Cúria

### Titulares
- Arcebispo Metropolitano: Dom Jaime Spengler, OFM
- Bispos Auxiliares: Dom Bertilo João Morsch, Dom Darley José Kummer e Dom Juarez Albino Destro
- Vigário Geral: Dom Darley José Kummer
- Vigários Episcopais:
  - Pe. Francisco Grasseli: Vicariato Episcopal de Canoas;
  - Pe. Adilson Correa da Fonseca - Vicariato Episcopal de Guaíba;
  - Pe. José Inácio Sant'Ana Messa - Vicariato Episcopal de Gravataí;
  - Pe. Peddro Alberto Kunrath - Vicariato Episcopal de Porto Alegre.
- Chanceler: Pe. Ademar Agostinho Sauthier
- Administrador: Padre Vanderlei Mengue Bock

### Organismos do Governo da Arquidiocese
- Conselho Arquidiocesano de Presbíteros, composto pelo Arcebispo Metropolitano, o Vigário Geral, os Vigários Episcopais, os Coordenadores de Pastoral dos Vicariatos, o Representante dos Seminários, o Representante da Pastoral Presbiteral e o Ecônomo.
- Conselho Arquidiocesano de Pastoral, composto pelo Arcebispo Metropolitano, o Vigário Geral, os Coordenadores de Pastoral dos Vicariatos, o Coordenador dos Diáconos Permanentes, dois representantes leigos por Vicariato, e dois representantes da Base Missionária.
- Conselho Arquidiocesano de Assuntos Econômicos, com um Coordenador e seus Conselheiros (um representante leigo por Vicariato).
- Colégio de Consultores com 12 membros.
- Cabido Metropolitano, com três representantes.
- Conselho de Diáconos, com um Coordenador e quatro membros.
- Base Missionária, com um Coordenador e como membros um padre por Vicariato.

### Assessoria do Governo da Arquidiocese
- Conselho de Apoio Financeiro, com um Coordenador e cinco representantes dos Vicariatos de Porto Alegre, Gravataí, Canoas e Guaíba.
- Comissão Teológica: Pe. Geraldo Luiz Borges Hackmann, Mons. Urbano Zilles, Cônego José Bonifácio Schmidt e Pe. Pedro Alberto Kunrath.
- Comissão Arquidiocesana de Arte Sacra

### Comunicação
- Órgão de Comunicação: [2014 1.pdf|Revista Unitas]
- Publicação: O Dia do Senhor (Folheto litúrgico)

### Memória
- Arquivo Histórico, o órgão responsável pela preservação dos arquivos e documentação histórica da Cúria e das paróquias da Arquidiocese de Porto Alegre. Destacam-se os registros de batismos de 1747 a 1900, de casamentos de 1747 aos dias atuais, e os de óbitos de 1747 a 1900. Também preserva a documentação administrativa de algumas Comarcas Eclesiásticas anteriores à criação da Diocese do RS, da Diocese (após 1853) e outros que auxiliam na construção histórica da memória da Arquidiocese.
- Batistério, preservando as certidões de batismo e matrimônio de Porto Alegre e da Arquidiocese.

## O edifício histórico

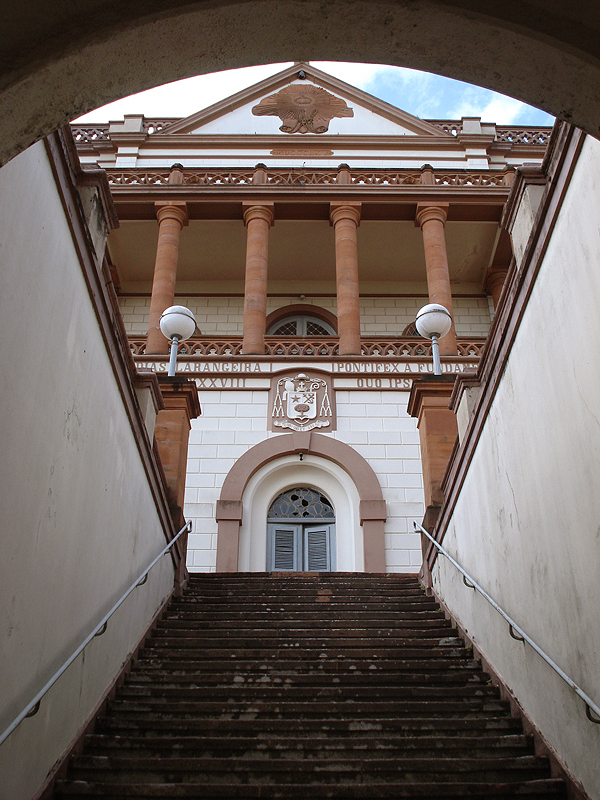
Escadaria de acesso à Cúria

O prédio da Cúria Metropolitana nasceu para abrigar o antigo Seminário Episcopal. Ordenado por Dom Sebastião Dias Laranjeira, o projeto foi do arquiteto francês Villain, e a pedra fundamental foi lançada em 1865. Com a morte de Villain pouco antes da conclusão do edifício, as obras foram continuadas pelo alemão Johann Grünewald, que alterou o desenho inicial dando-lhe arremates neogóticos, sendo terminadas em 1888.
É um imponente edifício rodeado de um alto muralhão com um portal centralizado em forma de edícula clássica, e arrematado por uma balaustrada. Atravessando o portal se sobe por uma escadaria até o plano superior, onde se abre o pátio defronte ao prédio propriamente dito, com galerias laterais de um pavimento com aberturas em arco redondo.
O edifício principal possui três pavimentos, com uma porta de entrada no térreo, em arco, sobre a qual está o brasão do bispo Laranjeira, acompanhado por uma inscrição e uma data em latim, comemorativas da inauguração. Esta porta é emoldurada por uma escadaria que se abre de ambos os lados conduzindo ao piano nobile acima, cuja entrada se dá sob um elegante pórtico decorado com colunas toscanas em pedra grês, avermelhada. Ladeando o pórtico se estende a fachada com quatro janelas retangulares de cada lado, mais duas em um bloco menor na continuação.
O pavimento superior tem um bloco central acompanhando o pórtico, o qual sustenta uma varanda protegida com balaustrada. Em cada lado, quatro janelas, e coroa o edifício um frontão clássico triangular, onde estão inscritos o monograma Mariano e um esplendor de raios, talhados em pedra. Como arremate de toda a construção corre uma platibanda vazada, em pedra, com motivo de quadrifólios góticos, contrastando de forma interessante com o estilo geral neoclássico da edificação, motivo que se repete nas balaustradas dos pisos inferiores com ligeira modificação.
Em Impressões Sentimentais da Cidade, Athos Damasceno deixou uma sensível descrição do conjunto do antigo Seminário, que aqui vai em parte reproduzida:
"Deste sim, talvez se possa dizer que é o único monumento da cidade. Vasto, com seu muralhão de fortaleza arrematado no alto pela cintura rendada dos balaústres, impressionaria só pelas proporções se, ao cabo da escadaria extensa, não se erguesse, imponente, o frontão clássico triangular sobre a ordem severa das colunas lisas. (…) No centro - a área quadrada dos claustros, com as arcadas simples sobre pilares maciços, os corredores longos batidos pelo sol, e o bom silêncio conventual que leva a gente às meditações".